# Rubercy
Rubercy és un municipi francès situat al departament de Calvados i a la regió de Normandia. L'any 2017 tenia 171 habitants.

## Demografia
El 2007 tenia 109 habitants i hi havia 44 famílies i 54 habitatges (46 habitatges principals, sis segones residències i dos desocupats.

## Economia
El 2007 la població en edat de treballar era de 72 persones, 64 eren actives i 8 eren inactives. De les 64 persones actives 59 estaven ocupades (30 homes i 29 dones) i 5 estaven aturades (3 homes i 2 dones). De les 8 persones inactives 2 estaven jubilades, 3 estaven estudiant i 3 estaven classificades com a «altres inactius».
Activitats econòmiques
El 2007, hi havia una empresa de construcció i una lampisteria.
L'any 2000 a Rubercy hi havia vuit explotacions agrícoles.